# Mougins
Mougins (în occitana provensală: Mogins, potrivit normei clasice sau Mougin, potrivit normei mistraliene) este o comună franceză din departamentul Alpes-Maritimes, în regiunea Provence-Alpes-Côte d'Azur.

## Descriere
Mougins este o comună situată la câțiva kilometri depărtare de Cannes, în departamentul Alpes-Maritimes. La Mougins se află un mare număr de vile ale miliardarilor și ale starurilor de showbiz etc..., care își petrec timpul acolo, într-o zonă calmă și la adăpost de privirile indiscrete, profitând de casele frumoase și de atracțiile regiunii. Localitatea Mougins are un farmec deosebit, este deosebit de calmă, are galerii de artă, restaurante mari, precum și vechi case de piatră. Populația localității este de cca 16.051 de locuitori (1999).
Cod poștal:  06250
Locuitorii localității se numesc Mouginois (m.)/ Mouginoises (f.).
Orășelul este supranumit "oraș-grădină", din cauza numeroaselor sale case, precum și ca urmare a politicii orașului, care preferă casele locuințelor sociale.

## Geografie
Mougins se situează la vreo 6 kilometri de Marea Mediterană, la nord de Cannes și de Cannet și la sud de Grasse.
Localitatea este traversată de drumul național N85, care leagă Cannes și Grasse de Grenoble, cunoscut și sub numele de drumul Napoleon.

### Acces
Orășelul este la 30 minute de aeroportul Nice Côte d'Azur, la mai puțin de 15 minute de gara SNCF de la Cannes.
Se poate accede la Mougins pe autostrada A8, ieșirea n°42, spre Cannes-Mougins.

## Instituții școlare
Mougins are pe teritoriul său 4 creșe, 6 grădinițe și școli primare, 2 colegii.

## Sănătate
Există 4 clinici în orășelul Mougins:
- Espérance
- Saint-Basile
- Plein ciel
- La Grangea

## Turism

### Muzee
- Musée de la Photographie[6]
- Musée de l'Automobiliste[7], la 5 km spre nord-est de oraș

### Festivaluri și alte manifestări
- Festivaluri:
  - Festivalul internațional al gastronomiei
  - Festivalul internațional PRO AM de golf.
  - Festival de orgă.
- Serată:
  - Serata Am far la Moulin de Mougins.
- Manifestare:
  - Piața piemonteză.
- Stagiuni sportive:
  - sport-évasion
  - Raid Nature

## Personalități legate de Mougins
- Francis Picabia și-a construit o locuință la Mougins și a trăit aici.
- Pablo Picasso, Paul Éluard, Jean Cocteau, Fernand Léger, Man Ray au locuit aici începând cu 1937 la hotelul Vaste Horizon.
- Robert Desnos, René Clair, Isadora Duncan au avut aici sejururi.
- Christian Dior locuia în inima orășelului și a adus la lumină aici cele mai cunoscute colecții ale sale.
- Jean-Marie Bigard poseda aici un restaurant.
- Ségolène Royal și François Hollande posedă aici o a doua reședință.
- Léonce-Henri Burel a decedat în localitate.
- Maiorul François Joseph Amédée Lamy s-a născut la Mougins în 1858.
- Sylvester Stallone posedă aici o a doua reședință.
- Mel Gibson posedă aici o vilă de vacanță.
- Saddam Hussein poseda aici o vilă.
- Patrick Vieira posedă aici un restaurant.
- William Ayache este un fost jucător de fotbal care a evoluat în postul de apărare laterală, a fost în echipa Franței A și a fost antrenor al FC Mougins (2005 - 2006)
- Pablo Picasso a trăit la Mougins din 1961, până la moarte, în 1973. Picasso pictase o frescă pe pereții camerei sale de hotel, dar administrația hotelului a dispus să fie șterse frescele pictorului de geniu.
- Jacques Brel a avut aici un sejur, pe vremea când învăța să piloteze la Mandelieu.
- Paul Robert a murit la Mougins, la 11 august 1980.

## Galerie de imagini

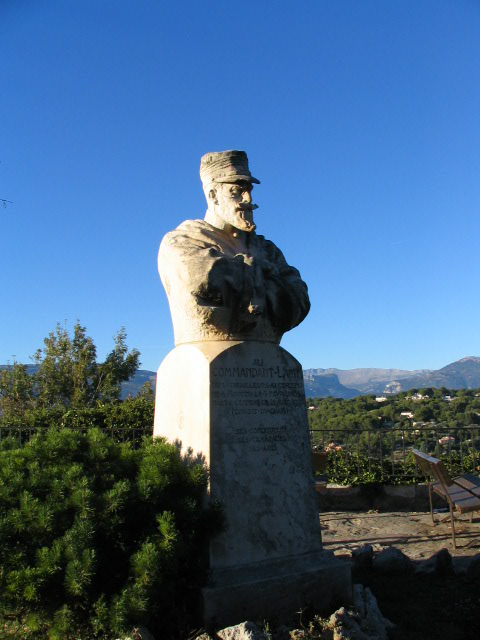
Statuia maiorului François Joseph Amédée Lamy

## Înfrățiri
- Aschheim, Germania
- Lerici, Italia